# Farshid Esmaeili
Farshid Esmaeili (en persa: فرشید اسماعیلی; Bandar Lengeh, Irán, 23 de febrero de 1994) es un futbolista iraní. Se desempeña como Centrocampista en el Esteghlal FC de la Iran Pro League.

## Clubes
| Club        | País | Año       | Partidos | Goles |
| ----------- | ---- | --------- | -------- | ----- |
| Fajr Sepasi | Irán | 2012-2015 | 35       | 3     |
| Esteghlal   | Irán | 2015-     | 24       | 1     |

## Selección nacional
| Selección | Año       | Partidos | Goles |
| --------- | --------- | -------- | ----- |
| Sub-20    | 2011-2012 | 14       | 2     |
| Sub-23    | 2013-2016 | 8        | 0     |